# Grzegorz Kaźmierczak

Grzegorz Kaźmierczak

Grzegorz Kaźmierczak (* 15. Februar 1964 in Bydgoszcz) ist ein polnischer Dichter, Sänger (und Autor von Songtexten) der Band Variété und Plattenproduzent.

## Leben
Kaźmierczak schloss das Studium der Polnischen Philologie an der Universität Kazimierz Wielki ab. Er war Mitbegründer der Gruppe Variété mit der er 1984 beim Festival in Jarocin debütierte. In den folgenden Jahren erhielt er mehrere Preise, darunter den Großen Preis, den Publikumspreis, den Journalistenpreis und den Preis des Präsidenten von Jarocin. Bislang hat Variété 10 Alben und Kaźmierczak 4 Gedichtbände veröffentlicht. Die Band spielte zahlreiche Konzerte in verschiedenen europäischen Ländern, in Russland und den USA.
Kaźmierczak ist Mitbegründer einiger Tonstudios. Als Tontechniker und Musikproduzent hat er an der Aufnahme von Alben vieler Künstler mitgewirkt. Er gewann verschiedene individuelle und kollektive Preise. In der polnischen Musikszene gilt Kaźmierczak als einer der besten Lyriker. Im Jahr 2010 wurde unter der Regie von Darek Landowski der Dokumentarfilm Variété – muzyka bez końca (Variété – unendliche Musik) gedreht.